# Chalmecatecuhtli
Chalmecatecuhtli – w mitologii azteckiej pomniejszy bóg podziemia, ofiar i pan 11 godziny dnia. Jego małżonką była Tzontemoc, którą przebywał w jednym z 9 pięter podziemia. Najczęściej występował jako hipostaza Mictlantecuhtli.